# Jaxx & Vega
Jaxx & Vega sind ein deutsches EDM-Duo, bestehend aus Marvin Chilla und Janis Rothenburger. Nach seiner Gründung im Jahr 2014, konnten sie insbesondere durch die Veröffentlichung von Remakes und Bootlegs erste Bekanntheit erlangen. Zwischen 2016 und 2017 wurden Musiker wie Tiësto und W&W aufmerksam. Zu derselben Zeit kam es auch zu den ersten Auftritten auf großen Festival-Bühnen. Seit 2019 stehen sie beim niederländischen Plattenlabel „Rave Culture“ unter Vertrag.

## Geschichte

### Bis 2014: Musikalische Anfänge & Gründung
Gegründet wurde das Projekt im Jahr 2014 von Marvin Chilla (Jaxx) und Florian Griese (Vega), die sich in ihrer Heimatstadt Herten, Nordrhein-Westfalen kennen lernten. Chilla produzierte ab einem Alter von 12 Jahren zunächst Musik im Bereich des Hip-Hops, nachdem er ein Musikprogramm zu Weihnachten geschenkt bekam. In den Folgejahren orientierte er sich Stück für Stück zur House-Musik. Griese begann zunächst als DJ. Im Alter von elf Jahren experimentierte er mit dem Computerprogramm VirtualDJ, woraufhin er sich ein Equipment kaufte. Mit 15 Jahren legte er erstmals auf.
Als eine Inspirationsquelle nennen sie das niederländische DJ- und Produzenten-Duo W&W, deren Live-Auftritte sie regelmäßig verfolgten. Auf ihren Konzerten waren häufig unveröffentlichte Lieder zu hören, die Jaxx & Vega versuchten originalgetreu nachzuproduzieren. Ihre Remakes teilten sie daraufhin auf unter anderem YouTube und SoundCloud. Mit zunehmenden Klickzahlen weiteten sie diese Vorgehensweise auch auf die Tracks anderer Künstler aus und produzierten außerdem zahlreiche Bootlegs.
Im Oktober 2014 veröffentlichte der deutsche DJ und Produzent Housegeist das Lied Make Some Noise, zu dem Jaxx & Vega einen Remix beisteuerten. Dieser markiert ihr erstes offizielles Release. Am 5. Dezember 2014 erschien zudem ihre erste offizielle Single Blizzard über das deutsche EDM-Label „Badaboom Records“. Die Nachfolge-Single Apocalypto entstand gemeinsam mit dem deutschen DJ und Produzenten Chronix, mit dem sie bereits für die Entstehung mehrerer Bootlegs zusammenarbeiteten.

### 2015 bis 2016:Bonerizing Records
Am 8. September 2015 veröffentlichten sie einen weiteren offiziellen Remix. Diesen steuerten sie zu dem Lied Hells Bells der deutschen Musiker Chris Fielding und Serkan Denizer, das über das schwedische Plattenlabel „Bonerizing Records“ erschien, bei. Der Remix basiert auf einem Remake, welches sie bereits Ende 2014 produzierten, nachdem der Song fälschlicherweise unter dem Titel Alhambra und zugeordnet zu den Produzenten Martin Garrix und Thomas Newson ins Internet gelangte. Bereits vor Veröffentlichung des originalen Tracks, erreichte ihr Bootleg über eine Million Klicks auf YouTube.
Nach ihrem ersten Release über „Bonerizing Records“ unterschrieben sie einen Plattenvertrag bei dem Musiklabel. 2016 veröffentlichten sie dort die Single Raise Up, für die sie mit dem Duo Ne7code zusammenarbeiteten. Nur wenige Monate später folgte auch eine weitere Kollaboration mit Chronix, die unter dem Titel Blade erschien. Beide Tracks gelang der Einstieg in die Genre-Charts des Download-Portals Beatport. In den Folgemonaten veröffentlichten sie verschiedene Singles, für die es mehrfach zu Kollaborationen mit anderen Künstlern kam. Zudem wurden ihre Bootlegs vermehrt von größeren Musikern wie Tiësto oder Hardwell sowohl in Livesets, als auch in Radio-Shows gespielt.
Im Sommer 2016 veröffentlichten sie eine Preview zu ihrem angefertigten Remake des bis dato unbetitelten Liedes, das das niederländische DJ-Duo W&W zu jener Zeit als Intro nutzte. Nachdem daraufhin Gerüchte gestreut wurden, dass es sich bei dem unveröffentlichten Track um eine Kollaboration handeln würde, wurden Jaxx & Vega von W&W kontaktiert und um eine Zurückhaltung des Bootlegs gebeten.
Ende 2016 verließ Florian Griese die Formation, um sich seinem neuen Projekt Natixx zu widmen. Seinen Platz als Vega nahm daraufhin der deutsche DJ und Produzent Janis Rothenburger ein, der zuvor unter dem Pseudonym Chronix aktiv war und mehrfach mit dem Duo zusammenarbeitete.

### 2017 bis 2018:Smash the House
Im Januar 2017 starteten sie ihre Podcast-Radio-Show Soundcontrol, in der sie sowohl aktuelle Tracks von ihnen selber, als auch von anderen Künstlern präsentieren. Im Sommer 2017 traten sie erstmals vor großem Festival-Publikum auf. Den Anfang machte ihr Auftritt beim BigCityBeats World Club Dome im Juni 2017. Im Juli 2017 spielten sie beim Open Beatz Festival in Nürnberg. Dort lernten sie mitunter W&W persönlich kennen. Zur selben Zeit veröffentlichten sie über das finnländische Plattenlabel „TNC Recordings“ die Single Pulsar, die in Zusammenarbeit mit dem US-amerikanischen DJ-Duo Bl3r entstand.
Nachdem das belgische Brüder-Duo Dimitri Vegas & Like Mike auf sie aufmerksam wurde, traten Jaxx & Vega im Dezember 2017 als Support-Act bei ihrem Bringing-the-Madness-Konzert auf. Des Weiteren wurden sie bei ihrem Plattenlabel „Smash the House“ unter Vertrag genommen.
Am 9. Februar 2018 steuerten sie einen Remix zu dem Lied Deja-Vu des australischen DJs und Produzenten Timmy Trumpet bei. In den Genre-Charts des Download-Portals Beatport rückte das Lied bis auf Platz 11 vor. Wenige Tage später folgte das Lied Victorum, dessen Melodie auf der des Liedes The Taste of Summer vom deutschen DJ-Duo Sonic Inc. aus dem Jahr 2001 basiert. Hierfür arbeiteten sie mit dem belgischen DJ-Duo D’Angello & Francis sowie dem deutschen DJ und Produzenten Le Shuuk zusammen. Der Song entwickelte sich zu einem ersten großen Erfolg und erreichte Platz 27 der Beatport-Charts sowie über 1,5 Millionen Klicks auf Spotify.

### 2019 bis 2020:Rave Culture
Im Frühjahr 2019 erschien das Lied Raveheart als Nachfolgesingle zu Victorum. Hierfür arbeiteten sie ein weiteres Mal mit Le Shuuk und D’Angello & Francis zusammen. Des Weiteren veröffentlichten sie den Song Soundcontrol über „Smash the House“, der gemeinsam mit dem deutschen Produzenten Seeq entstand. Auch diesem gelang der Einstieg in die Beatport Top-100.
Nachdem bereits in den Vormonaten mehrmals auf eine Zusammenarbeit mit dem niederländischen EDM-Duo Bassjackers angespielt wurde, erschien am 2. September 2019 über „Spinnin’ Records“ die gemeinsame Single Limitless. Diese erreichte innerhalb kurzer Zeit die Marke von einer Million Streams auf Spotify. Zudem wurde ein offizielles Musikvideo, in dem alle vier Künstler zu sehen waren, gedreht.
Im Oktober 2019 traten sie zusammen mit dem ungarischen DJ- und Produzenten-Duo SaberZ, mit dem sie vorher bereits für zahlreiche Bootlegs zusammenarbeiteten, beim Amsterdam Dance Event (ADE) auf. Dort premierten sie unter anderem eine gemeinsame Single. Das Set war Teil des Programms des von W&W gegründeten Musiklabel „Rave Culture“, bei dem sie unter Vertrag genommen wurden. Als Debüt wurde dort im November 2019 die gemeinsame Single We Came to Rave veröffentlicht.

### Ab 2020: Erfolge auf weiteren Bigroom-Labels
Im ersten Halbjahr 2020 erschienen nach der letzten Single The Night zusammen mit Outrage auf Rave Culture zwei weitere Veröffentlichungen auf neuen Labels. Die Titel With Your Love auf Revealed Music und Rave Control entstanden jeweils mit Futuristic Polar Bears und Outrage. The Night und With Your Love konnten beide Platz 4 in den Bigroom Beatport-Charts erreichen, während Rave Control die erste Produktion im Bereich Trance markiert und auf Marlos Label Reaching Altitude veröffentlicht wurde. Auf Smash The House releasten sie eine Kollaboration mit Timmy Trumpet, Dimitri Vegas & Like Mike, Wolfpack und R3SPAWN, welche eine elektronische Interpretation der alten russischen Hymne Kalinka darstellt. Der Titel schaffte es bis auf Platz 38 der deutschen iTunes-Charts und auf über 6 Millionen Streams. Nachfolgend veröffentlichten sie mit Husman den Titel Venom auf dem von Blasterjaxx betriebenen Label Maxximize. Der Titel wurde außerdem im Massive Monday von Spinnin Records auf Youtube veröffentlicht. Mit Bassjackers und Futuristic Polar Bears erschien im September der Titel Run Away, welcher sich an der Melodie des Titels Tell Me Why von Supermode bedient. Hierbei konnten #33 der englischen iTunes-Charts sowie #1 der Bigroom Beatport-Charts erreicht werden. Den letzten Song des Jahres veröffentlichten sie ebenfalls auf Smash The House im Christmas-Album von Dimitri Vegas & Like Mike. Es ist eine Kollaboration mit Ummet Ozcan und trägt den Titel Somewhere In My Memory (Home Alone Theme). Es handelt sich dabei um ein Cover der Titelmusik zum Film Kevin Allein zu Haus von John Williams.

## Diskografie

### Singles
2014:
- Blizzard

2015:
- Apocalypto (vs. Chronix)
- Poseidon (mit Bazzjunxx)

2016:
- Raise Up (vs. Ne7code)
- Blade (vs. Chronix)
- Revenge (mit VMK)
- Burnout (mit Ryan & Vin)
- Apophis
- Barricade (mit Ryan & Vin)
- Storm

2017:
- Hellfire
- Katuma
- Pulsar (vs. Bl3r)
- Huracán

2018:
- Victorum (vs. D’Angello & Francis feat. Le Shuuk)

2019:
- Soundcontrol (vs. Seeq)
- Limitless (X Bassjackers)
- We Came to Rave (mit SaberZ)

2020:
- The Night (vs. Outrage)
- With Your Love (vs. Futuristic Polar Bears)
- Kalinka (vs. Timmy Trumpet, Dimitri Vegas & Like Mike, Wolfpack, R3SPAWN)
- Rave Control (vs. Outrage)
- Venom (vs. Husman)
- Runaway (vs. Bassjackers, Futuristic Polar Bears)
- Somewhere In My Memory (vs. Ummet Ozcan)

2021:
- Outta Control (mit Sandro Silva)
- Symphony (mit Fabian Farell und Wolfpack)

### Remixes
2014:
- Housegeist – Make Some Noise

2015:
- Chris Fielding & Serkan Denizer – Hells Bells

2017:
- Timmy Trumpet feat. Savage – Deja-Vu

2019:
- D’Angello & Francis vs. Le Shuuk – Raveheart